# Knurów
Knurów è una città polacca del distretto di Gliwice nel voivodato della Slesia.
Ricopre una superficie di 33,95 km² e nel 2006 contava 40 023 abitanti.